# Miraces modesta
Miraces modesta är en skalbaggsart som först beskrevs av Horn 1893.  Miraces modesta ingår i släktet Miraces och familjen bladbaggar. Inga underarter finns listade i Catalogue of Life.